# Lago Überlingen
El lago Überlingen (en alemán: Überlingen See) es la parte estrecha noroeste del lago Ober —la principal parte del lago Constanza— situado en las regiones administrativas de Konstanz y Bodensee, en el estado de Baden-Württemberg (Alemania), a una elevación de 395 metros; tiene un área de 61 km². 

## Características
Hay un ferry que lo cruza y une las ciudades de Constanza y Meersburg. Está situado sobre fosas tectónicas alargadas donde la corteza terrestre está sufriendo divergencia y distensiones.